# Йоан Стоянов
Йоан Стоянов е български футболист, защитник, който играе за израелския Апоел (Беер Шева), както и за националния отбор на България.

## Кариера
Започва футболната си кариера в израелския Апоел Херцлия. През 2020 г. се премества в школата на Апоел Кфар-Саба.

### Национален отбор
На 2 ноември 2021 г. Стоянов получава първата си повиквателна за отбора на България до 21 години за квалификационните мачове на Европейското първенство през 2023 г. срещу отборите на Нидерландия до 21 г. и Молдова до 21 г. Той прави своя дебют за отбора в мача срещу Нидерландия. Стоянов дебютира за мъжкия национален отбор срещу Гибралтар на 23 септември, спечелен от България с 5:1.

## Отличия

### Клубни
Апоел Беер Шева
- Суперкупа на Израел: 2022